# 荒木村重
荒木村重（1535年—1586年6月20日、天文4年-天正14年5月4日）是日本戰國時代至安土桃山時代的武將及大名，利休七哲之一。幼名十二郎，後改稱彌介（另一說法為彌助），先祖是藤原秀鄉。曾經與織田信長對抗。
1535年（天文4年）出生。最初是北攝津池田勝正家臣，迎娶池田長正女兒。後來池田知正受到三好三人眾的影響下發動叛變，乘機控制池田家，後在白井河原之戰中擊敗並討取和田惟政，擴大在攝津的勢力範圍。
1573年（天正元年）隨著三好氏的衰落，投靠織田信長，成為茨木城城主，並跟隨信長攻打足利義昭及攻打槇島，翌年擊敗伊丹親興，佔領伊丹城，成為有岡城主，控制攝津一國。
1578年（天正6年）村重反叛信長，秀吉遣黑田官兵衛（黑田孝高）做使節，但反遭拘禁，雙方在有岡城交戰，戰事膠著一年，但在織田家的包圍下，戰況明顯不利。（有岡城之戰）
1579年（天正7年）9月2日，村重獨自逃離有岡城，前往尼崎城，然後逃往花隈城（花隈城之戰）持續被織田軍狙擊，最終赴毛利氏的領地保命。村重的36名家臣則在12月16日於五條河原被信长處決。
1582年（天正10年）6月，信長殒于本能寺之變，村重返回堺居住。接著豐臣秀吉控制京畿一帶，以荒木道薫之名進入大坂，再次成為茶人，與千利休等親交。起初為過往犯下的錯誤羞恥而自諷為「道糞」，擁有銘器「荒木高麗」。
秀吉在外時，村重向北政所說了關於秀吉的壞話，因害怕受懲而出家，成為了荒木「道薫」。1586年（天正14年）5月4日，在堺逝世。享年52歲。子孫包括荒木村次以及江戶時代名畫家岩佐又兵衛。